# Желехівський Микола
Доктор Микола Желехівський — український вчений, громадський діяч. Голова Калуської Повітової Української Національної Ради ЗУНР. Можливо, син Євгена Желехівського.